# Буревестник (футбольный клуб, Черновцы)
«Буревестник» — советский футбольный клуб из Черновцов. Основан в 1952 году. Считается родоначальником (прародителем) черновицкого «Авангарда» («Буковина»), который пришел ему на смену в 1958 году.

## История
В 1952 году в Черновцах была создана футбольная команда «Буревестник», которая принимала участие в различных соревнованиях. Была участником любительских соревнований, как областных так и всеукраинских (КФК), также выступала и в кубке УССР.
В 1955 и 1957 году выигрывала золотой дубль в областных соревнованиях. В 1956 году дебютировала в чемпионате Украины, и набрав 12 очков, оказалась на шестом месте в 7-й зоне. А в следующем году впервые сыграла в кубковых противостояниях УССР.
В 1958 году команда прекратила свое существование, став при этом родоначальником (прародителем) черновицкого «Авангарда»,
который образовался на их почве в том же году. А по версии некоторых источников и историков считается, что клуб и вовсе не исчезал, а продолжил свои выступления просто изменив свое название на «Авангард» (Черновцы).

## Достижения
Чемпионат Черновицкой области
- Чемпион (2): 1955, 1957

Кубок Черновицкой области
- Обладатель (2): 1955, 1957

## Статистика выступлений[6]
| Сезон | Лига                        | Лига  | Лига | Лига | Лига | Лига | Лига | Лига | Лига | Кубок УССР |
| Сезон | Дивизион                    | Место | И    | В    | Н    | П    | МЗ   | МП   | О    | Кубок УССР |
| ----- | --------------------------- | ----- | ---- | ---- | ---- | ---- | ---- | ---- | ---- | ---------- |
| 1956  | КФК (Чемпионат УССР) Зона 7 | 6     | 14   | 5    | 2    | 7    | 18   | 22   | 12   |            |
| 1957  | КФК (Чемпионат УССР) Зона 4 | 5     | 10   | 2    | 1    | 7    | 8    | 22   | 5    | 1/8 финала |